# Jean-Marc Daniel
Pour les articles homonymes, voir Daniel.
Jean-Marc Daniel, né le 26 avril 1954 à Bordeaux (Gironde), est un économiste et un essayiste français, professeur à la ESCP Business School et directeur de la rédaction de la revue Sociétal. Il se décrit comme étant un libéral classique,,,.

## Biographie

### Formation
Jean-Marc Daniel est ancien élève de l'École polytechnique (X1974). 
Il est également diplômé de l'ENSAE (promotion 1979) et de l’Institut d'études politiques de Paris (1979, section Service Public). 

### Carrière professionnelle
À l’issue de ses études, il rejoint l’administration comme administrateur de l’INSEE. Il a alterné des fonctions dans l’administration active (direction régionale de l’INSEE à Lyon, direction du Budget, régime de Sécurité sociale des mineurs, ministère des Affaires étrangères), dans les cabinets ministériels (au ministère de la Culture et au ministère des Affaires étrangères) et dans des fonctions d’enseignant (chargé d’étude à l’OFCE, cours donnés à ESCP Business School, à l’École des mines de Paris, à Paris-X et à l’ENSAE ParisTech).
Outre ses cours à ESCP Business School et a l'ICES, il a été responsable de l’enseignement d’économie aux élèves–ingénieurs du Corps des mines et continue d'intervenir devant eux.
Il a été chroniqueur au journal Le Monde. Il est, depuis 2015 chroniqueur et éditorialiste au journal Les Échos. Il intervient également sur la chaîne d'information économique BFM Business. Il est directeur de la revue Sociétal. Il est membre du conseil d’administration de la Société d'économie politique et du comité de rédaction de l'Année des professions financières, ouvrage de référence dans le secteur de l'économie et de la finance, édité chaque année par le Centre des professions financières.
Il a été élu président de la  Société d'économie politique en mars 2023 .

## Opinions et prises de position
En 2015, il publie Le Gâchis français. 40 ans de mensonges économiques. Selon Isabelle Bourgeois, il analyse dans cet ouvrage quarante années de politique économique française, dont il attribue les échecs à « une lecture réductrice du keynésianisme et les erreurs commises de ce fait, ainsi que par un anti-européanisme profond que la signature officielle des traités ne parvient guère à masquer. » Il appelle notamment à ne pas laisser filer le déficit de l'État, conformément à l'engagement pris lors de la signature du traité de Maastricht.
Il appelle à supprimer le statut de la fonction publique.
Il appelle également à « supprimer certains jours fériés afin de remettre les gens au travail ».
Selon lui, pour booster l'économie francaise, une bonne idée serait de « réduire l'impôt sur les sociétés, quitte à demander un effort fiscal aux ménages » . Le polytechnicien dénonce les attaques contre l'économie de marché mondialisée et la volonté d'encourager la production locale. Les problèmes environnementaux, selon lui, seront réglés par la concurrence entre les entreprises .
Jean-Marc Daniel est favorable à la privatisation de la sécurité sociale.

Selon lui, un système d'assurance privé apportera moins de dépenses médicales inutiles :  
La concurrence entre compagnies d'assurances pousse l'assureur de chaque malade à réduire ses coûts et donc à établir un choix parmi les médecins en écartant ceux qui ont tendance à prescrire des actes inutiles.

Dans un système privé, les abus conduisent forcément à une sanction de ceux qui les pratiquent, alors qu'aujourd'hui ils conduisent au déficit des caisses d'assurance-maladie

## Ouvrages
- La Politique économique, coll. « Que sais-je ? », PUF, 2008 (OCLC 244815174) 5e édition; 2017  (ISBN 978-2-13-079819-4)
- Histoire vivante de la pensée économique, des crises et des hommes, Pearson, 2010  (ISBN 978-2-7440-7450-9)
- Le Socialisme de l’excellence. Combattre les rentes et promouvoir les talents, François Bourin, 2011, 182 pages  (ISBN 978-2-8494-1225-1)
- Avec Henri Sterdyniak, Présidence Sarkozy : quel bilan ?, édition Prométhée, 2012 (OCLC 781828455)  (ISBN 978-2-916623-08-5)
- Huit leçons d'histoire économique, Odile Jacob, 2012  (ISBN 978-2-7381-2849-2) (OCLC 819190002)
- « Chroniques et données économiques de quelques livres parus en 2012 »[12], article extrait de l'Année des Professions Financières[13], édité par le Centre des Professions Financières[7].
- Ricardo reviens ! ils sont restés keynesiens, Les Pérégrines, 2012  (ISBN 978-2-8494-1308-1)
- L'État de connivence - en finir avec les rentes, Odile Jacob, 2014  (ISBN 978-2-73813-096-9)
- Le Gâchis français : histoire de quarante ans de mensonges économiques, Tallandier, 2015  (ISBN 979-102100287-6)[14]
- Petite histoire iconoclaste des idées économiques, coll. Agora, Le cherche-midi éditeur, 2016  (ISBN 978-2-266-26021-3)
- Valls, Macron : le socialisme de l'excellence à la française, Les Pérégrines, 2016  (ISBN 979-102520170-1)
- Les Impôts. Histoire d’une folie française. Soixante ans de matraquage fiscal, Taillandier, 2017  (ISBN 979-10-210-2055-9)
- Macron, la valse folle de Jupiter, L'Archipel, 2018  (ISBN 978-2-8098-2485-8)
- Il était une fois... l'argent magique - Conte et mécomptes pour adultes, Le cherche-midi éditeur, 2021  (ISBN 978-2-7491-6867-8)
- Histoire de l'économie mondiale, Tallandier, 2021, 400 p.
- Redécouvrir les physiocrates, Odile Jacob, 2022  (ISBN 9782415003159)
- Avec Cristina Peicuti, Comprendre les crises économiques, PUF, 2022, 256 p. Publié en anglais par World Scientific sous le titre Decoding Economic Crises, 2023.
- Nouvelles leçons d'histoire économique, Odile Jacob, 2024  (ISBN 9782415008116)

## Distinctions

### Décorations
Jean-Marc Daniel est nommé au grade de chevalier dans l'ordre national de la Légion d'honneur le 3 avril 2015 au titre de « économiste, professeur associé dans une école de commerce ; 36 ans de services ».

### Autres
En 2019, il reçoit le  prix Zerilli-Marimo de l'Académie des sciences morales et politiques « pour l'ensemble de son œuvre ».

## Pour approfondir